# Francisco Noroña
Francisco Noroña, auch Ferdinand, Fernando, François und Noronha (* um 1748 Sevilla; † 12. Januar 1788 auf Mauritius) war ein englisch-spanischer Botaniker und Arzt. Noroña bereiste Java und die Philippinen. Sein offizielles botanisches Autorenkürzel lautet „Noronha“.

## Leben und Wirken
Noroña lebte eine Zeit lang in Manila auf den Philippinen, wo er sich intensiv um den dortigen Botanischen Garten („Royal Botanic Garden“) kümmerte. 1786 unternahm er eine botanische Forschungsreise auf die Insel Java. Aufgrund einer vom Governor General Alting erteilten Genehmigung konnte er auf Java die Region Priangan bereisen. Hierbei wurde er von vier indonesischen „Medicos-Herboristas“ sowie einem niederländischen Zeichner begleitet. Die Reise wurde nach Unstimmigkeiten zwischen Noroña und dem Zeichner abgebrochen. Als er nach Batavia (heute Jakarta) zurückgekehrt war, schickte er eine Rechnung über den Betrag von 14.200 Dukaten an die Batavian Society for Arts and Sciences, womit unter anderem seine Reiseauslagen beglichen werden sollten. Der Betrag erschien allerdings der Gesellschaft zu hoch. Darauf entschied sich Noroña, Java zu verlassen. Er nahm seine Aufzeichnungen mit und ließ eine alphabetische Liste von Pflanzen zurück. Im Februar 1787 reiste er ab; das Schiff brachte ihn nach Mauritius. Er erkrankte an Malaria und der Bakterienruhr. Am 12. Januar 1788 starb er auf Mauritius.

## Ehrungen
Die Pflanzengattung Noronhia Stadm. ist nach ihm benannt worden. Auf dem Gelände des Gartens in Manila wurde ihm ein Denkmal errichtet, das jedoch in neuerer Zeit nicht mehr wiederentdeckt werden konnte.
Die brasilianische Inselgruppe, der Archipel Ilha de Fernando de Noronha ist nicht nach ihm benannt.